# Tabontebike Village (ort i Abemama)
Tabontebike Village är en ort i Kiribati.   Den ligger i örådet Abemama och ögruppen Gilbertöarna, i den sydöstra delen av landet, 140 km sydost om huvudstaden Tarawa. Tabontebike Village ligger 8 meter över havet och antalet invånare är 305.
Terrängen runt Tabontebike Village är mycket platt.  Närmaste större samhälle är Tabiang Village, 11,4 km nordväst om Tabontebike Village. 